# Tatumbla
Tatumbla es un municipio del departamento de Francisco Morazán en la República de Honduras.

## Toponimia
Su nombre significa en náhuatl: "Abundancia de Gallinas", haciendo referencia a una cantidad de gallinas que haya en el municipio.

## Límites
Se encuentra en la falda de la Montaña del Uyuca.
| Orientación | Límite                                                 |
| ----------- | ------------------------------------------------------ |
| Norte       | Municipio de San Antonio de Oriente, Francisco Morazán |
| Norte       | Municipio de Distrito Central, Francisco Morazán       |
| Sur         | Municipio de Maraita, Francisco Morazán                |
| Este        | Municipio de San Antonio de Oriente, Francisco Morazán |
| Oeste       | Municipio de Distrito Central, Francisco Morazán       |

## Historia
En 1684, fundada.
En 1791, en el recuento de población de 1791 era cabecera del Curato de Santa Lucia.
En 1889, en la División Política Territorial de 1889 aparece como municipio del Distrito de San Antonio.

## Turismo

### Feria Patronal
El 8 de diciembre día de la Virgen de Concepción.

## División Política
Aldeas: 6 (2013)
Caseríos: 65 (2013)
| Código | Aldea         |
| ------ | ------------- |
| 082501 | Tatumbla      |
| 082502 | Cofradía      |
| 082503 | Cuesta Grande |
| 082504 | La Lima       |
| 082505 | La Unión      |
| 082506 | Linaca        |

Siendo su cabecera municipal Tatumbla.

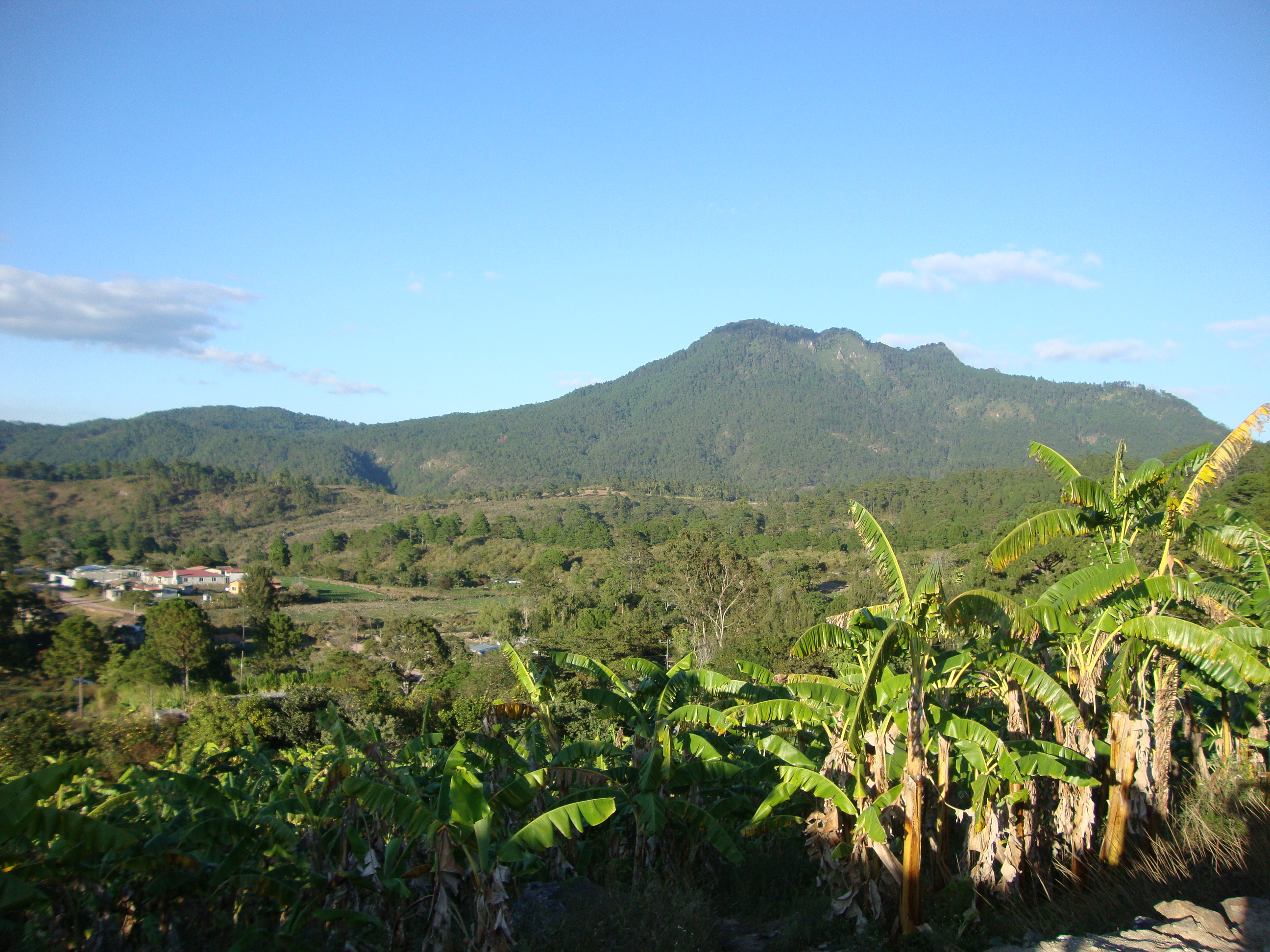
Vista de la montaña del Parque Nacional Uyuca desde la Aldea de Linaca, Tatumbla